# Chesters Bridge
Chesters Bridge är en lämning efter en romersk bro i England. Den ligger vid floden Tyne i grevskapet Northumberland, 6 km norr om Hexham. 
Den byggdes under romartiden och utgjorde en del av Hadrianus mur. Det har funnits minst två broar på platsen. Den första var mindre massiv än dess efterträdare, och var förmodligen samtida med byggandet av muren år 122–124 e.Kr.